# Niewojskowy pojazd opancerzony
Niewojskowy pojazd opancerzony − każdy pojazd opancerzony nie używany przez siły zbrojne i nieprzeznaczony do udziału w działaniach zbrojnych lub militarnych, zaś używany jako pojazd użytkowy.

## Użycie niewojskowych pojazdów opancerzonych

### Służby bezpieczeństwa i służby ratownicze[3][4]
Służby bezpieczeństwa np. siły policyjne używają niekiedy specjalnych opancerzonych radiowozów. Do takich sił policyjnych należy jednostka SWAT. W Izraelu służby ratownictwa medycznego posiadają specjalne ambulanse pokryte lekkim pancerzem. Do niewojskowych pojazdów opancerzonych należą również armatki wodne używane przez Oddziały Prewencji Policji. W Stanach Zjednoczonych używane są również opancerzone pojazdy straży pożarnej.

### Transport więźniów[6]
Lekkie furgonetki pancerne i autobusy policyjne używane do transportu więźniów np.: z więzienia do innego więzienia.

### Autobusy
Służą zarówno do transportu więźniów jak i transportu większych oddziałów policji w rejonach zamieszek.

### Transport dóbr wartościowych[8]
Służą do transportu gotówki pieniężnej, biżuterii i innych kosztowności. Furgonetki pancerne mają na celu bezpieczne dostarczenie rzeczy wartościowych oraz ochronę przed ich zrabowaniem.

### Transport VIP-ów
Służą transportowi ważnych osobistości takich jak prezydent lub królowie. Mają za zadanie chronić daną osobę przed próbą jej uśmiercenia bądź okaleczenia.

### Użycie w meteorologii[10]
Lekko opancerzony pojazd ochronny używany przez "łowców tornad" i "łowców burz", zabezpieczający przed wyrzuconymi przez tornado odłamkami, które mogłyby zranić lub okaleczyć podróżujących wokół żywiołu.

## Galeria

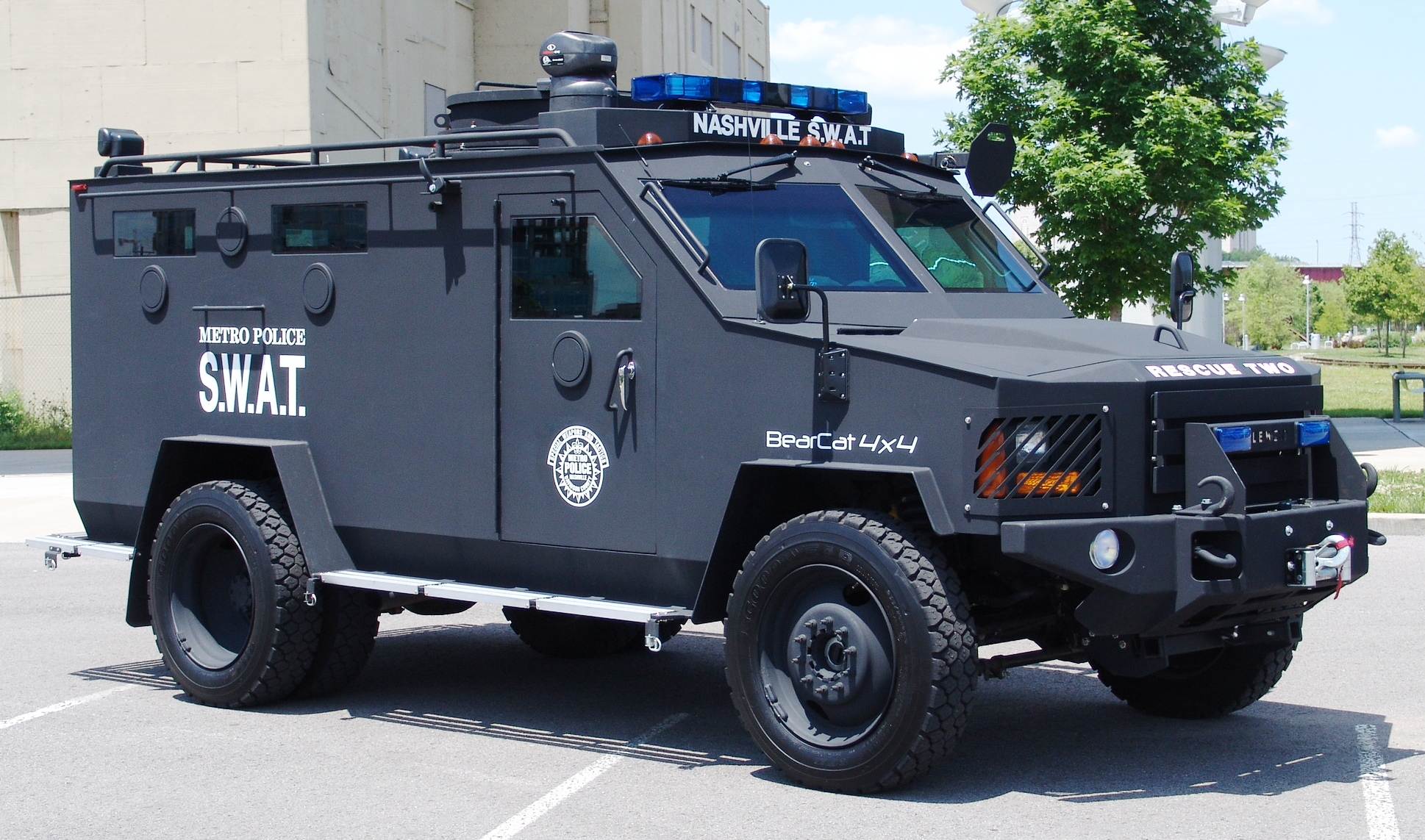
Lenco BearCat - ratowniczy pojazd pancerny oddziałów SWAT, Policji Metropolitarnej Nashville.
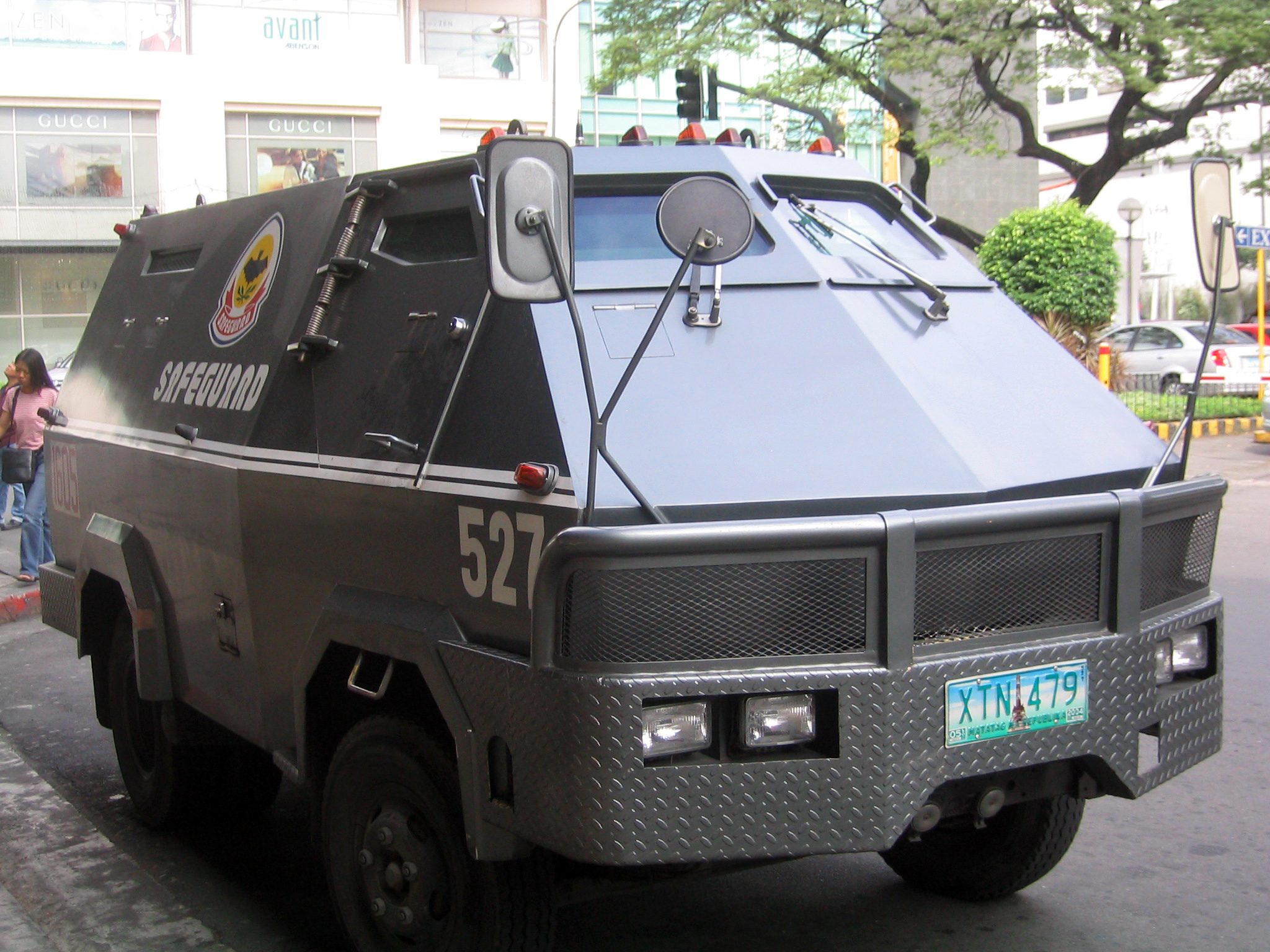
Furgonetka pancerna w Manili.
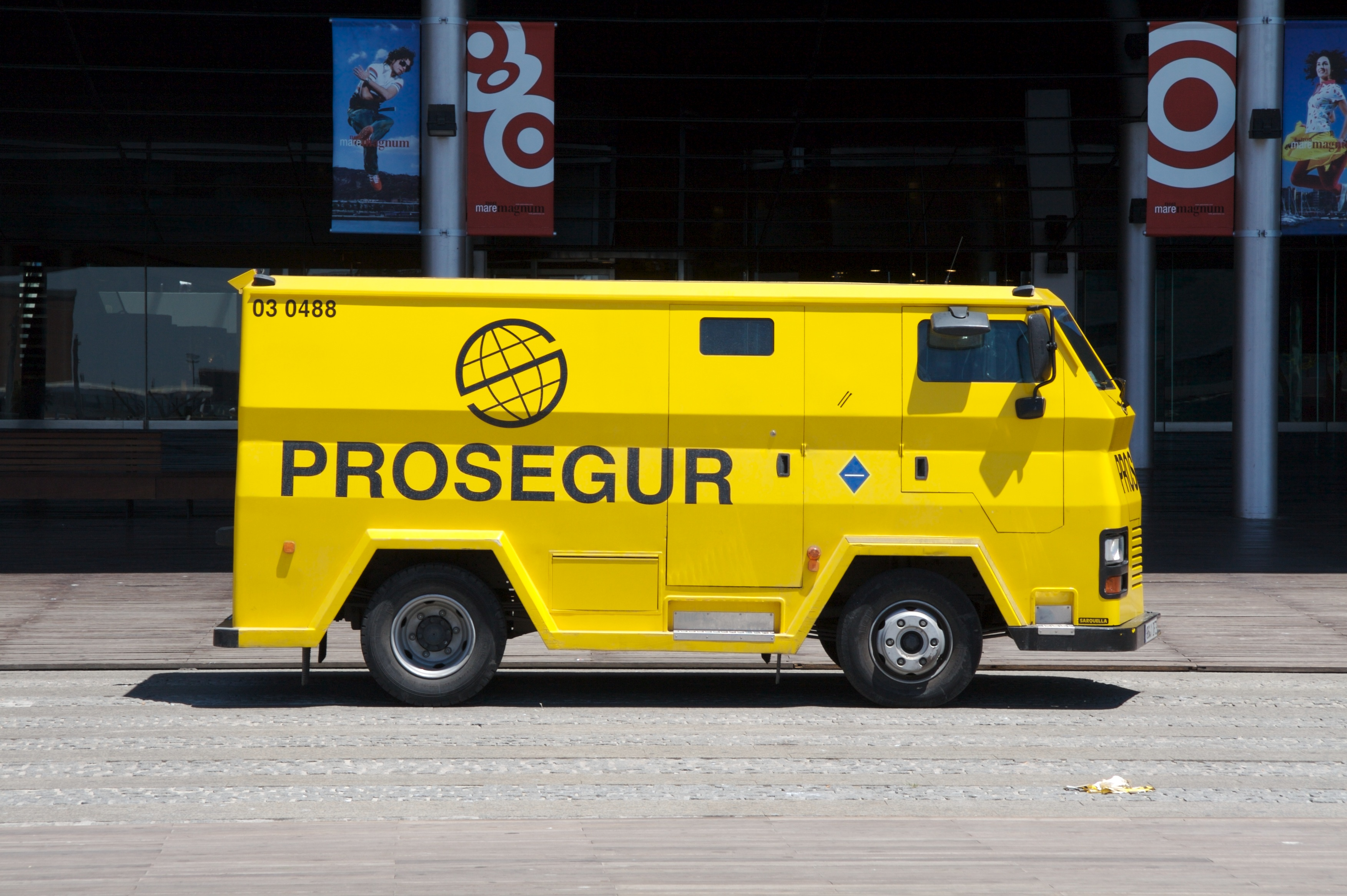
Furgonetka pancerna w Barcelonie.
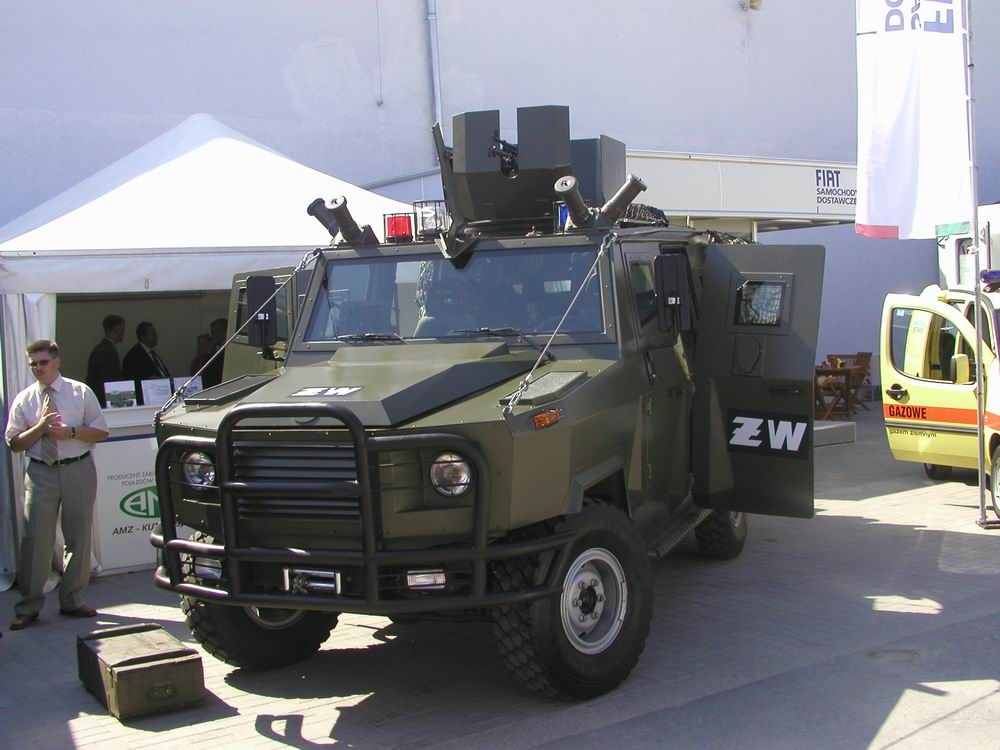
Dzik-2 oddziałów Polskiej Żandarmerii Wojskowej.
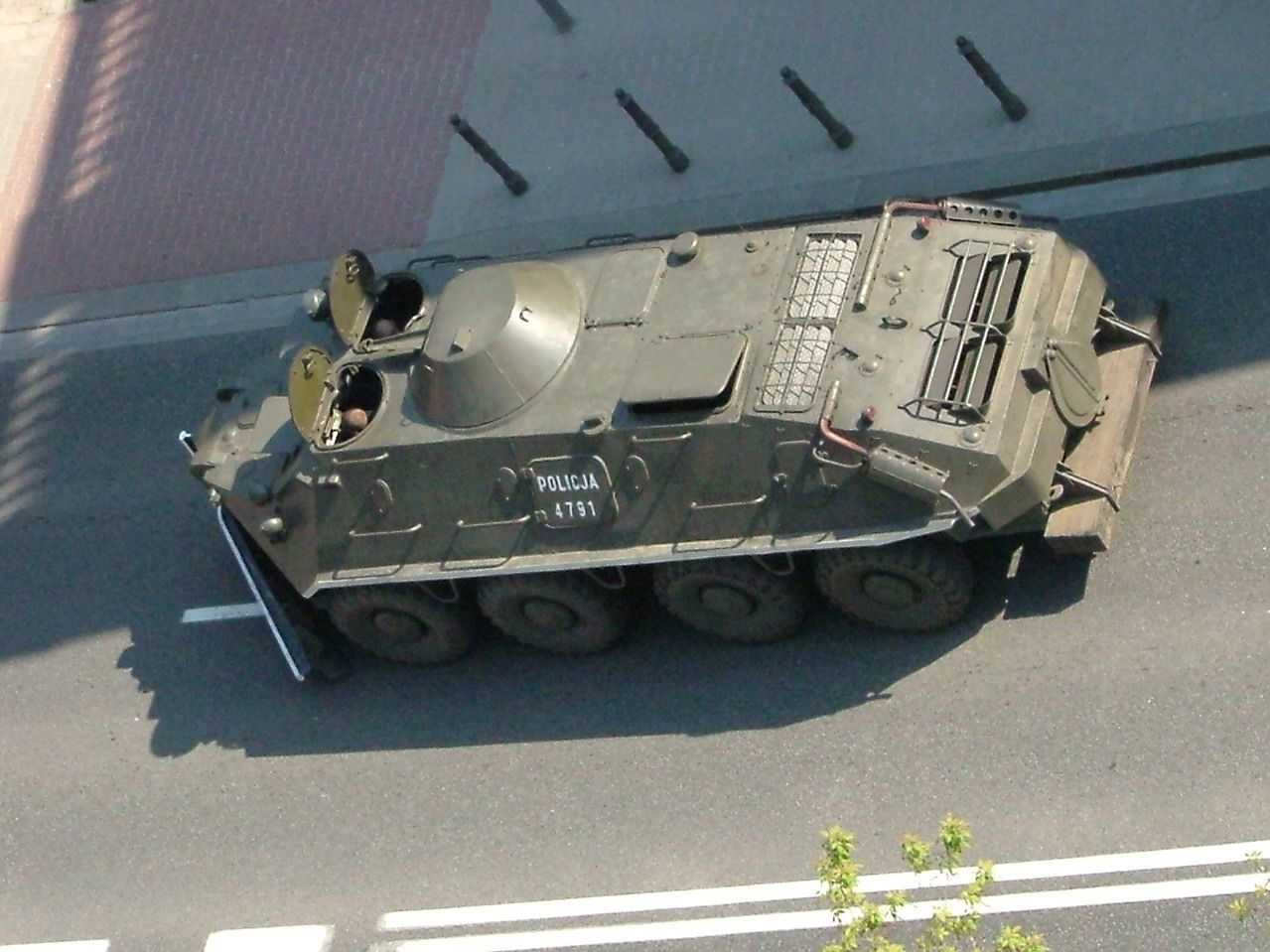
Transporter BTR-60PB w Warszawie.
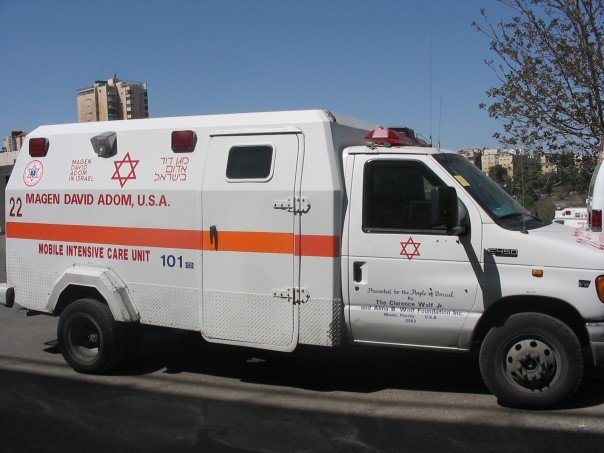
Opancerzony ambulans izraelskiej "Mady".
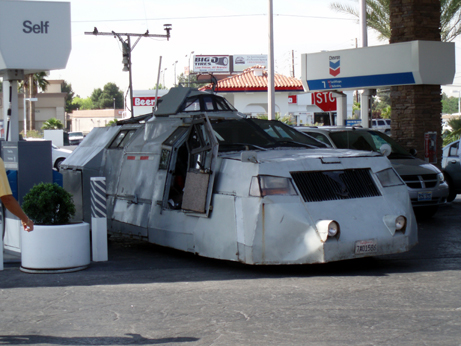
Opancerzony Ford F-450 typu "TIV".
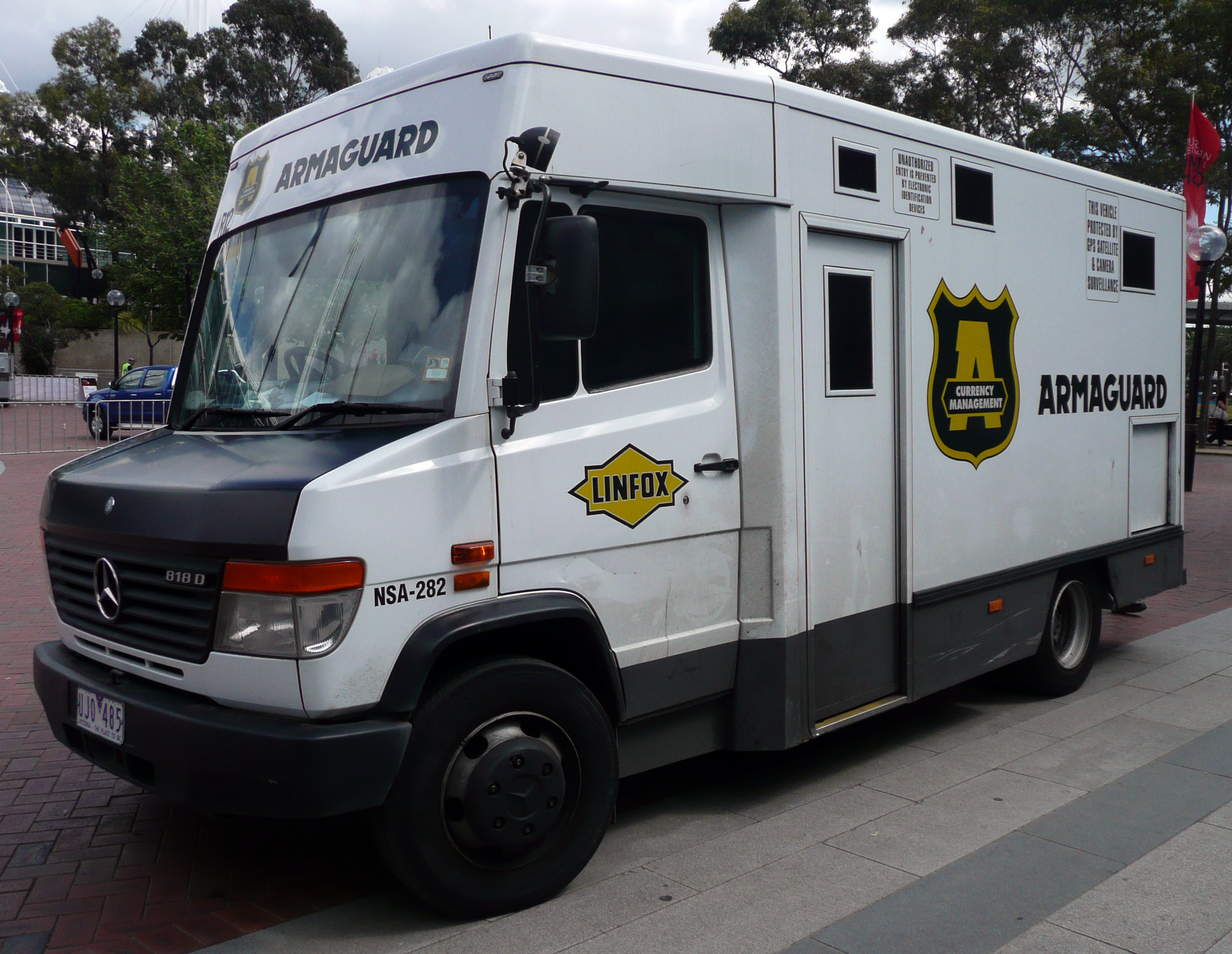
Mercedes-Benz Vario.